# Dicranota (Rhaphidolabis) setulifera
Dicranota (Rhaphidolabis) setulifera is een tweevleugelige uit de familie Pediciidae. De soort komt voor in het Oriëntaals gebied.